# Дофин (Пенсилванија)
Дофин (енгл. Dauphin) град је у америчкој савезној држави Пенсилванија.

## Демографија
По попису из 2010. године број становника је 791, што је 18 (2,3%) становника више него 2000. године.
| Група             | 2000.       | 2010.       |
| Белци             | 756 (97,8%) | 764 (96,6%) |
| Афроамериканци    | 0 (0,0%)    | 6 (0,8%)    |
| Азијати           | 5 (0,6%)    | 4 (0,5%)    |
| Хиспаноамериканци | 4 (0,5%)    | 11 (1,4%)   |
| Укупно            | 773         | 791         |